# Confines
Confines est une municipalité située dans le département de Santander en Colombie.